# Trichoplacidae
Famille
Les Trichoplacidae sont une famille de placozoaires.

## Liste des genres
Selon World Register of Marine Species (10 avril 2019) :
- Hoilungia Eitel, Schierwater & Wörheide, 2018
- Trichoplax Schulze, 1883

## Publication originale
- Bütschli & Hatschek, 1905 : Zoologisches Zentralblatt. Verlag von Wilhelm Engelmann, Leipzig, vol. 12 (texte intégral).